# Sceloporus olivaceus
Sceloporus olivaceus là một loài thằn lằn trong họ Phrynosomatidae. Loài này được Smith mô tả khoa học đầu tiên năm 1934.

## Hình ảnh

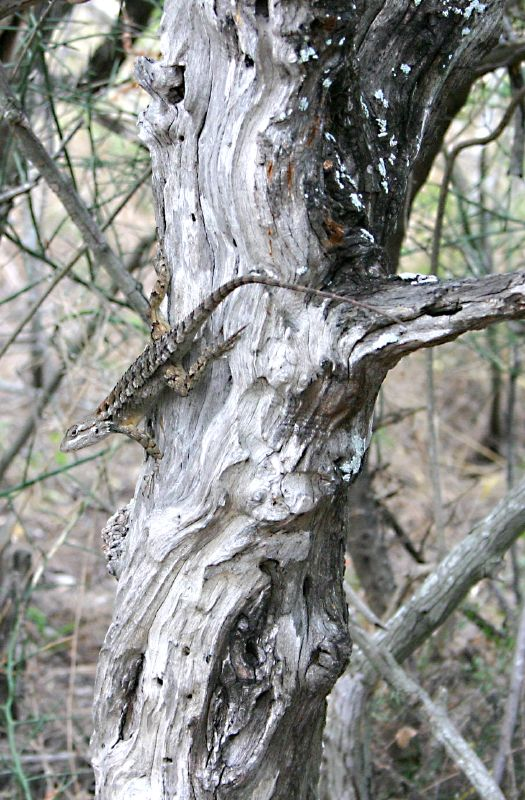
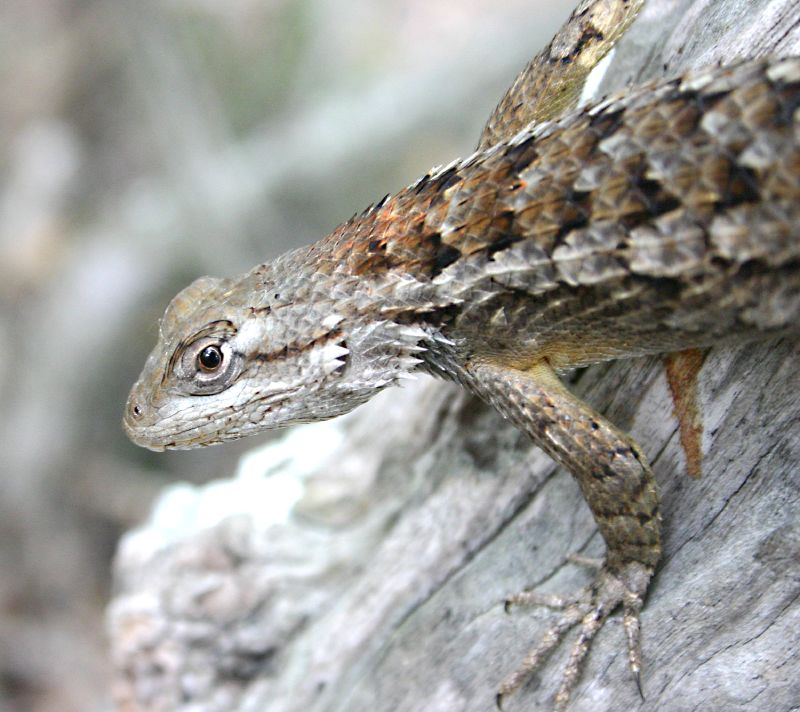
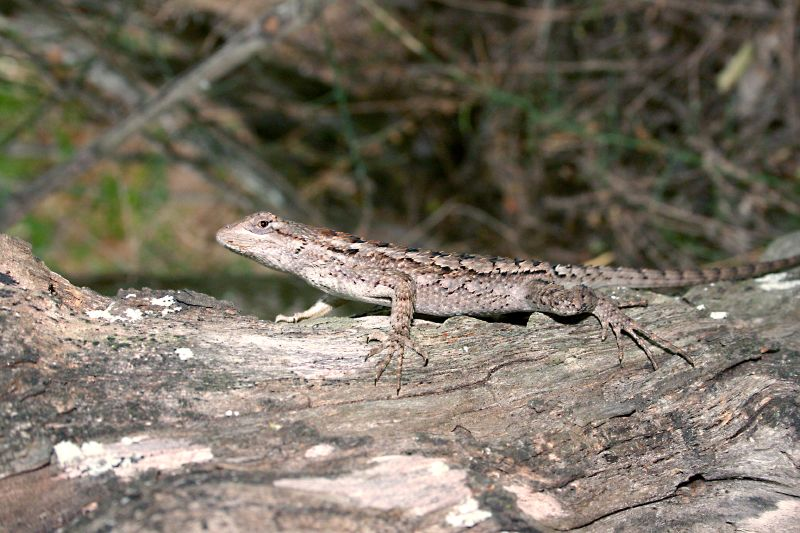
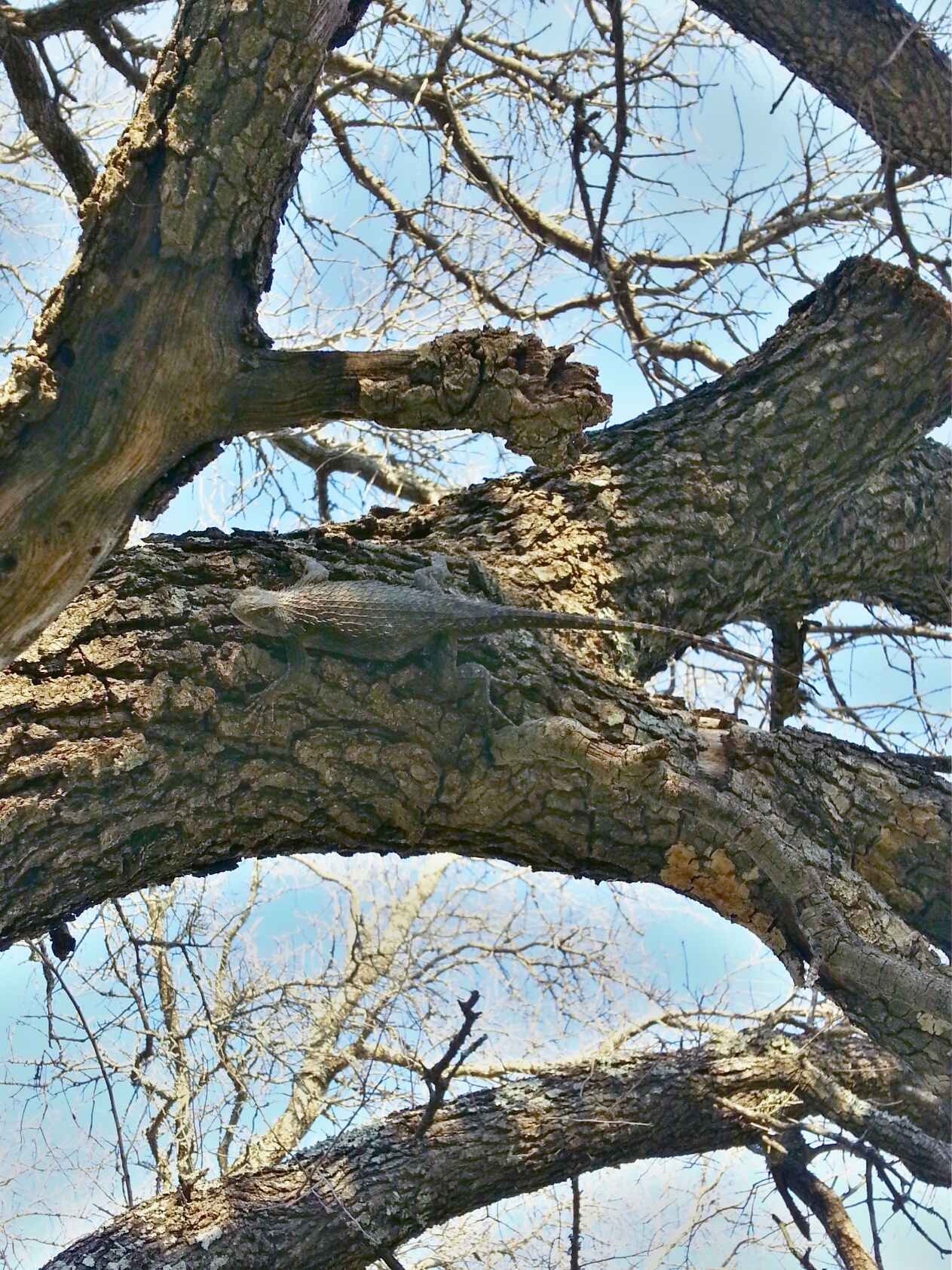